# 小行星5473
小行星5473（英語：5473 Yamanashi）是一颗围绕太阳公转的小行星。1988年11月5日，串田嘉男、村松修在八之岳发现了此天体。
这颗小行星的绝对星等为325.99546等。